# 만철조사부
만철조사부(일본어: 満鉄調査部 만테츠쵸사부[*])는 1907년(메이지 40년) 설립된 남만주철도 부속기관이다. 시기에 따라 "조사부", "조사과", "조사국" 등으로 명칭이 달라졌다.
1906년 남만주철도(당시 총재 고토 신페이)가 출범하고 그 이듬해 산하 연구기관인 만철조사부가 설치되었다. 처음에는 만철의 경영에 관한 조사를 시작으로, 이후 중국 동북지방의 정치, 경제, 지지 등의 기초적인 조사와 연구를 실시했다. 그 뒤 일본의 중국 진출 확대에 호응하여 연구대상을 확대, 중국 자체를 대상으로 한 본격적 연구가 수행되었다.
다수의 고학력 연구원을 필요로 했기 때문에, 탄압을 받고 내지에서는 일자리를 얻지 못하게 된 좌익 경력자들이 모여들었다. 이들은 내지에서 금지당했던 활동을 하다가 결국 관동군의 눈밖에 나서 세 차례 철퇴를 맞는다(만철조사부 사건). 만철조사부는 당시 일본이 낳은 최고의 싱크탱크라고 불린다. 일본의 패전과 만주국의 멸망, 본사인 만철의 소멸 이후에도 만철조사부 연구원 출신으로 전후 일본의 정재계 및 학계에서 활약한 예가 적지 않다.